# Fluture de mătase
Bombyx mori, cunoscut ca fluturele de mătase, este o specie domestică de fluture din familia Bombycidae, ordinul Lepidoptera. Are multe varietăți și rase. Este strâns înrudit cu specia Bombyx mandarina, o specie sălbatică cu care poate genera hibrizi și care trăiește încă în sălbăticie în țări precum China și Japonia, precum și pe Peninsula Coreeană.
Specia are importanță economică, larva, cunoscută sub denumirea de vierme de mătase, fiind producătoare de mătase naturală. Ramura economică care se ocupă cu creșterea viermilor de mătase se numește sericicultură.
Hrana preferată a larvelor sunt frunzele de dud alb, însă ele pot să mănânce și cu alte specii de dud. După milenii de selecție artificială, B. mori a devenit o specie domestică, incapabilă de a se reproduce fără intervenția omului.

## Istoric
Sericultura, creșterea viermilor de mătase cu scopul de a obține fibre de mătase, a început să fie practicată în China cel puțin 5.000 de ani în urmă, de unde s-a răspândit în India, Coreea, Japonia și țările Occidentului. Analiza arheologică a fibrelor de mătase, descoperite în siturile arheologice ale civilizației de pe Valea Indului și datate 2450–2000 î.C., arată că mătasea ar fi fost larg folosită în Asia de Sud.
Cu toate că strămoșul sălbatic al fluturelui domesticit este răspândit pe un teritoriu vast, de la India de nord până la China de nord, Coreea, Japonia și orientul îndepărtat al Rusiei, fluturele domestic provine anume de la populația chineză.

## Tipuri
După numărul de generații care se produc timp de un an (voltinism), fluturii de mătase se pot categorisi în trei grupe.  Ouăle fluturilor univoltinilor se fertilizează doar după o perioadă de hibernare (diapauză) la temperaturi scăzute, producându-se o singură generație pe an. Fluturii bivoltini produc două tipuri de ouă, în funcție de lungimea zilei, temperatură etc. -- ouăle depuse de fluturii din generația de primăvară se dezvoltă fără diapauză și dau naștere încă unei generații în același an, iar incubarea ouălor depuse toamna nu va începe până la primăvara anului următor. Fluturi polivoltini depune doar ouă care nu intră în diapauză, producându-se până la opt generații într-un an.

## Ciclu vital
Bombyx mori este o insectă cu metamorfoză completă, având un ciclu evolutiv tipic cu 4 stadii: ou, larvă (omidă), crisalidă și fluture. Viața de adult are o durată de 10 zile. Femela depune ouă foarte mici, din care ies larve. În timpul procesului de metamorfoză spre stadiul de crisalidă, larvele speciei produc coconi („gogoșile” de mătase naturală).

## Genetică
Bombyx mori este unul din organismele cele mai studiate din punct de vedere biologic, el permițând, între altele, verificarea legilor eredității ale lui Mendel (1906 d.C.) și descoperirea feromonilor. Genetica acestei insecte a fost bine studiată, iar în ultimii ani genomul său a fost secvențiat în întregime, informațiile fiind depuse într-o bază de date numită „SilkDB” la care accesul este liber.
Genomul fluturelui de mătase este de aproximativ 530 Mb (530 x 106 perechi de baze) organizat în 28 de cromozomi și conține 14.623 de gene.